# Trombeta Lusitana
A trombeta lusitana foi uma revista publicada em Lisboa entre novembro de 1822 e  junho de 1823. O seu nascimento está ligado a uma ocorrência  política que ficou conhecida por “conspiração da Rua Formosa” que preparava o retorno ao regime da monarquia tradicionalista. 
Januário da Costa Neves, um dos envolvidos, seria o proprietário  da tipografia onde passou a ser impressa a Trombeta. O mesmo e Francisco de Alpoim de Meneses, redator, foram as duas figuras ligadas a este jornal.